# Subaşı, Sincik
Subaşı là một xã thuộc huyện Sincik, tỉnh Adıyaman, Thổ Nhĩ Kỳ. Dân số thời điểm năm 2011 là 168 người.